# Woody Pop
Woody Pop: Shinjinrui no Block Kuzugi (ウッディポップ 新人類のブロックくずし) ou Woody Pop est un jeu vidéo développé et édité par Sega en 1987 sur Master System et réédité ensuite en 1991 sur Game Gear. Le principe de ce jeu est similaire à celui de Breakout et d'Arkanoid.

## Synopsis
Woody, l'esprit d'un arbre matérialisé en un rondin de bois, a pour mission de vaincre son ennemi, The Mad Machine, qui a clos la fabrique de jouets enchantée en construisant des séries de barrières, composées de briques. Pour détruire celles-ci et atteindre son ennemi, Woody utilisera ses balles de verre, ainsi que les divers pouvoirs que lui confèreront certaines briques comme des balles enflammées ou des rayons destructeurs. Mais de nombreux obstacles se dresseront sur sa route...

## Système de jeu
Woody Pop est un jeu vidéo de casse-briques dans lequel le joueur incarne Woody au travers de 50 niveaux. Dans chacun des ceux-ci, le joueur devra casser toutes les briques afin de passer au niveau suivant. Pour ce faire, il devra faire rebondir des balles en verre sur Woody afin qu'elles aillent percuter ces briques. Différents types de briques existent :
- Les briques simples : un seul choc suffit à les détruire.
- les briques-objets (bleu ciel): celles-ci contiennent un objet que le joueur pourra utiliser pour détruire plus aisément les briques comme la balle enflammée ou bien encore la double balle. Certains objets peuvent néanmoins avoir un effet plus handicapant qu'adjuvant.
- les briques en bois : celles-ci nécessitent deux ou trois chocs avec une balle normale afin d'être détruites; néanmoins, la balle enflammée permet de les embraser en un seul choc.
- les briques-mystères : celles-ci contiennent des ennemis comme des soldats ou des robots et ne peuvent être détruites avec une balle normale.
- les clous : ce ne sont pas des briques à proprement parler; indestructibles, ces clous peuvent s'avérer être de sérieux obstacles.

À la fin de chaque niveau, le joueur a le choix entre plusieurs directions - plusieurs niveaux - et donc plusieurs chemins existent pour arriver au boss final, ce qui rend le jeu moins linéaire que Breakout par exemple.
Trois modes de difficulté sont disponibles au début du jeu : débutant, moyen ou expert.